# Saint-Thurien (Finistère)
Saint-Thurien è un comune francese di 945 abitanti situato nel dipartimento del Finistère nella regione della Bretagna.

## Società

### Evoluzione demografica
Abitanti censiti